# Hohenbuehelia approximans
Hohenbuehelia approximans är en svampart som först beskrevs av Peck, och fick sitt nu gällande namn av Rolf Singer 1951. Hohenbuehelia approximans ingår i släktet Hohenbuehelia och familjen musslingar.   Inga underarter finns listade i Catalogue of Life.